# Calindoea
Calindoea is een geslacht van vlinders van de familie venstervlekjes (Thyrididae).

## Soorten
- C. acutipennis (Pagenstecher, 1886)
- C. cumulalis Walker, 1863
- C. dorilusalis (Walker, 1859)